# Taubenturm (Pompertuzat)

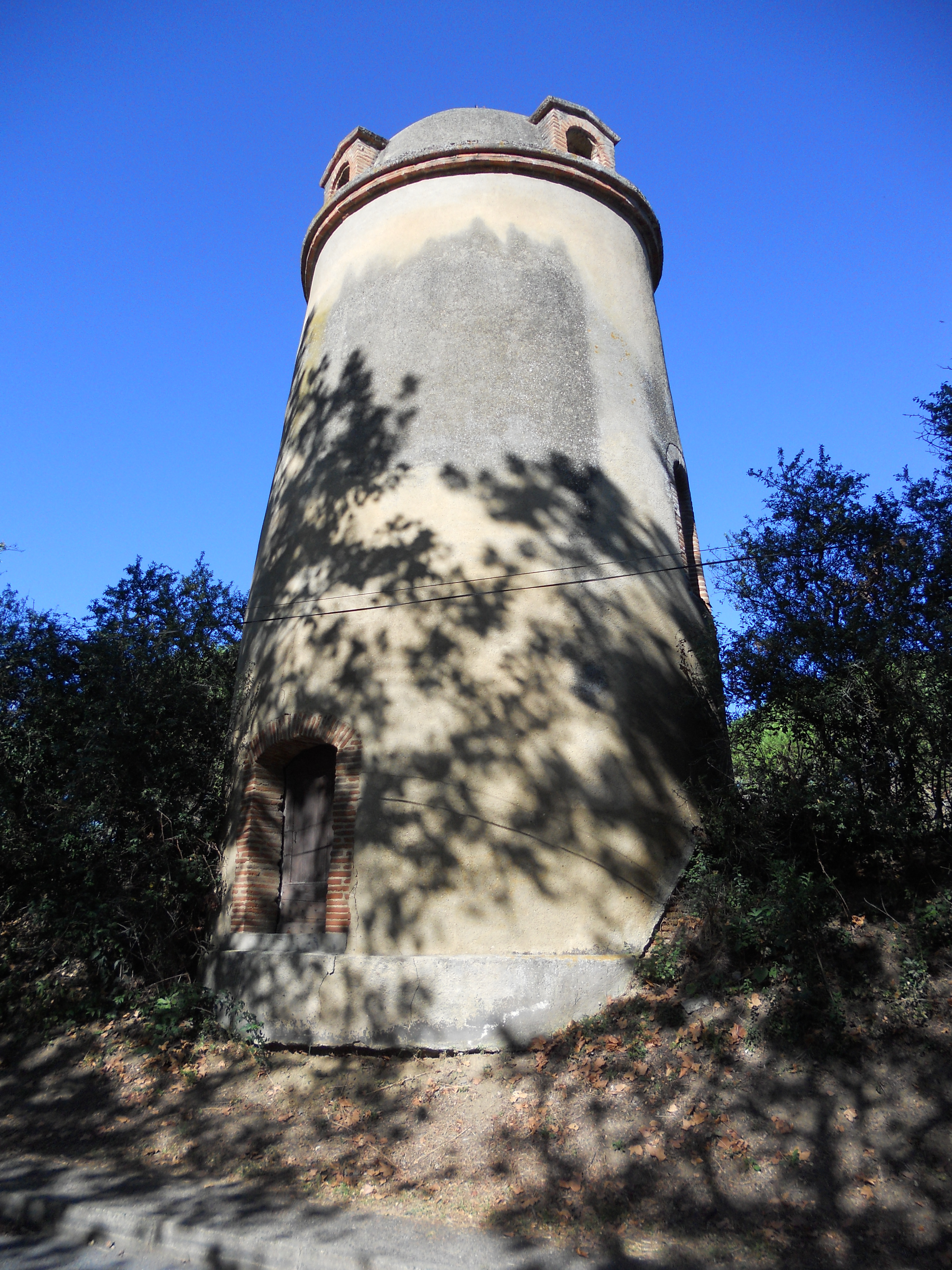
Taubenturm in Pompertuzat

Der Taubenturm (französisch colombier oder pigeonnier) in Pompertuzat, einer französischen Gemeinde im Département Haute-Garonne in der Region Okzitanien, wurde im 17. Jahrhundert errichtet. Der Taubenturm steht seit 1932 als Monument historique auf der Liste der Baudenkmäler in Frankreich.
Der runde Turm aus verputztem Mauerwerk wird von einer Kuppel bedeckt. Eine weitere Kuppel teilt das Gebäude im Inneren.